# Güleryüz (Zeitschrift)
Die osmanische Satirezeitschrift Güleryüz (osmanisch گولريوز İA Güleryüz, deutsch ‚Lachendes Gesicht‘) erschien in Istanbul wöchentlich von 1921 bis 1923 mit insgesamt 122 Ausgaben. Ihr Herausgeber, Sedat Simavi (1896–1953), war ein türkischer Journalist, politischer Karikaturist, Autor und Filmregisseur. Als Mitbegründer der Türkischen Journalistenvereinigung (Türkiye Gazeteciler Cemiyeti, 1946) sowie der Tageszeitung Hürriyet (1948) wurde er ebenfalls bekannt.
Während des türkischen Befreiungskriegs (1919–1923) war Güleryüz in Istanbul die einflussreichste humoristische Zeitschrift. Sie war die einzige, die Mustafa Kemal Atatürk unterstützte und die u. a. öffentlich dazu beitrug, der Krieg könne gewonnen werden. Teile ihrer Ausgaben unterlagen regelmäßig der Zensur.
Ihre Texte und zahlreichen Karikaturen schrieben und gestalteten u. a. der Herausgeber selbst, Dergide Ahmed Rasim, Ercümend Ekrem, Fazıl Ahmed, Cevat Şakir und Mustafa İzzet.
Als Gegenpart und Unterstützung der türkischen Regierung wurde 1922 die politisch-humoristische Zeitschrift Aydede gegründet.